# Хювинкяа
Хю́винкяа, также Хю́винкяя или Хювинкя (фин. Hyvinkää [ˈhyʋiŋkæː], швед. Hyvinge) — город в Финляндии в провинции Уусимаа, находящийся в 50 км от столицы Хельсинки. Получил статус города в 1960 году. Принадлежит к ляни Южная Финляндия. Население — 46 903 человек (2023).
Благодаря автомагистрали и железной дороге Хювинкяа стал одним из важнейших пригородов Большого Хельсинки.
В Хювинкяа находятся известные архитектурные сооружения — Церковь Хювинкяа (1961, Аарно Руусувуори) и поместье Кютяйя. Здесь находится Финский железнодорожный музей.
В городе находится предприятие KCI Konecranes, выпускающее и обслуживающее подъёмные краны.

## История
В XVI веке здесь была таверна, известная сейчас как Hyvinkäänkylä, находящаяся примерно на полпути между Хельсинки и Хямеэнлинной. Первые налоговые справочники уже обозначали несколько домов в этом месте.
Деревня Хювинкяа значительно увеличивалась в XIX веке благодаря строительству железнодорожной сети по всей Финляндии, которое началось в 1861 году.
Существующий центр города возник благодаря железнодорожной станции Хельсинки-Хяменлинна, сохранившейся до наших дней. Железная дорога Ханко—Хювинкяа была первой частной железной дорогой в Финляндии. Она была основана Finnish State RR Co. в 1875 году. В начале XX века деревня Хювинкяа стала промежуточным пунктом для эмигрантов, уезжающих из Ханко в поисках новой жизни в Северной Америке.
Благодаря сосновым лесам в Хювинкяа очень чистый воздух. В 1880-х годах группа врачей из Хельсинки открыла здесь санаторий.
Во время индустриализации в Хювинкяа появилась фабрика шерсти. В 1990-х фабрика прекратила своё существование. Сейчас в её кирпичных зданиях размещаются выставки.
Лётное поле Хювинкяа было главным аэропортом Финляндии после Второй мировой войны из-за того, что аэропорт в Малми в Хельсинки был под контролем союзников. Возле лётного поля находится автоспортивный центр.

## Количество жителей
| Год  | Количество жителей |
| ---- | ------------------ |
| 1917 | 7 657              |
| 1920 | 7 641              |
| 1925 | 8 641              |
| 1930 | 9 133              |
| 1935 | 10 424             |
| 1940 | 12 222             |
| 1945 | 13 244             |
| 1950 | 28 792             |
| 1955 | 23 438             |
| 1960 | 27 109             |
| 1965 | 30 952             |
| 1970 | 34 282             |
| 1975 | 36 218             |
| 1980 | 37 297             |
| 1985 | 38 742             |
| 1990 | 40 665             |
| 2005 | 43 837             |
| 2007 | 44 390             |

## Достопримечательности

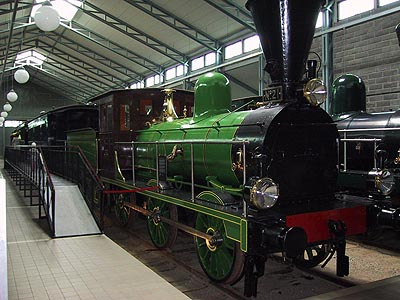
Финский железнодорожный музей

- В Музее искусства проводятся выставки финского и иностранного искусства.
- Также выставки организует Променадигаллерия
- Финский железнодорожный музей
- Старая шерстяная фабрика
- Вилла Артту — культурный центр для детей и юношества, открытый в ноябре 2005 году.

Логотип города Хювинкяа

- Центр искусства детей и юношества
- Музей шерстяной фабрики Валвилла
- Театры Вилла
- Студии Хумала и Крапула
- Музей плюшевых медведей
- Зал Хювинкяа
- Церковь Хювинкяа

## Спортивные сооружения

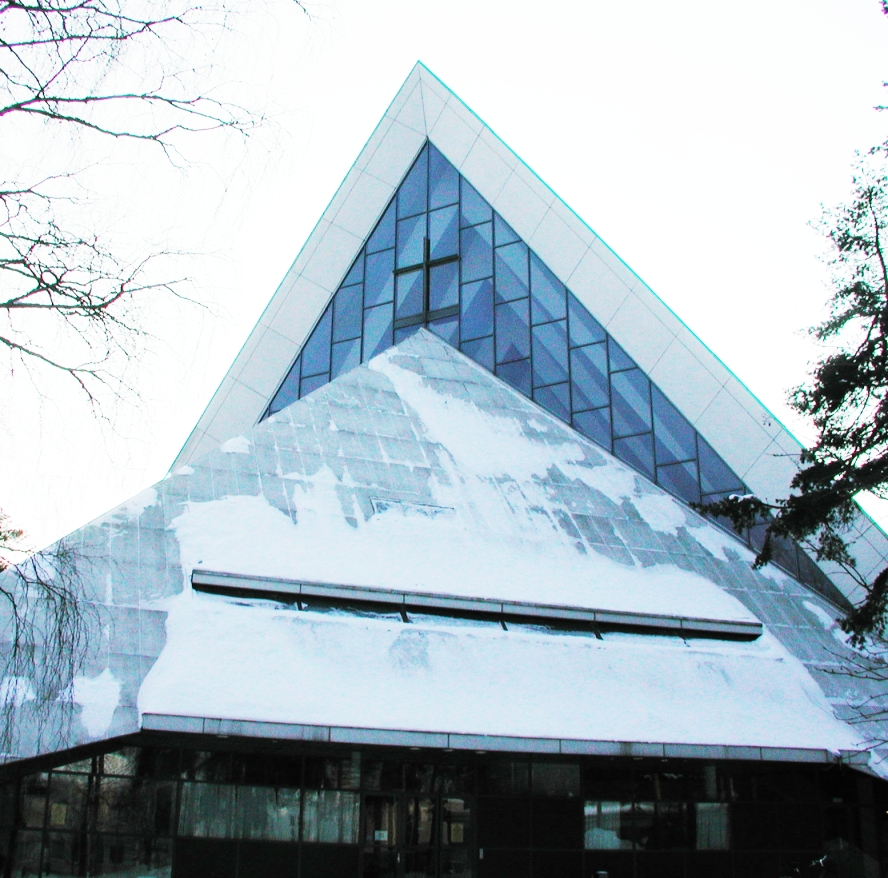
Церковь Хювинкяа

- Лыжни Кютяйя-Усми, Свейтси, Хакаланмяки, Эркюла, Мартти-Тансикаллио и Пуолиматка
- Ледовый дворец
- Поля Перттула
- Футбольные поля Урхейлупуйсто, Паллокенття, Перттула
- Спортзалы Мартинхаллио, Хакала, Вехкоя, Ванха Арэна
- Водный и лыжный центр Свейтси
- Легкоатлетический стадион Урхеилупуисто

## Образование
В Хювинкяа 6 обычных школ, 1 шведоязычная школа, 2 специальные школы.
- Медицинский институт
- Бизнес-колледж Хювинкяа
- Технический институт
- Сельскохозяйственный колледж
- Школа искусства
- Свеитсин лукио (естественные науки)
- Юхтеискоулун лукио (искусство)

## Люди из Хювинкяа
- Осси Саволайнен — мэр Хювинкяа
- Эса Сааринен — философ
- Хелена Шерфбек — художник

Логотип 90-летия Хювинкяа

- Маркку Уусипаавелниеми — кёрлингист
- Хейкки Миккола — четырёхкратный чемпион мира по мотокроссу
- Лаури Туконен — хоккеист, игрок НХЛ
- Юрьё Сааринен — художник
- Леена Вилкка — философ
- Раптори — рэп-группа
- Тюко Саалинен — художник
- XL5 — поп-группа
- Хейди Парвиайнен — финская музыкантка, бывшая вокалистка симфо-пауэр-метал-группы Amberian Dawn.
- Микаэль Саари - певец, участник национальных отборов на Евровидение-2013 и 2016.

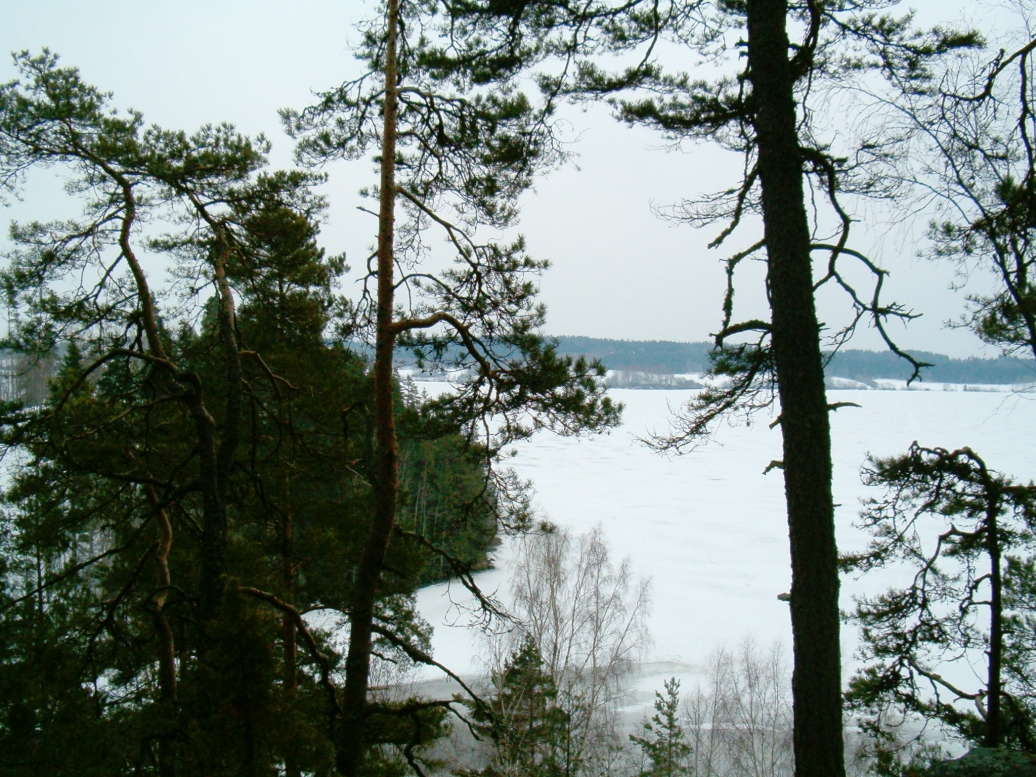
Озеро Кютаярви

## Фестивали
Летом проводится пивной фестиваль, в котором участвуют рок-группы из Скандинавии. На нём присутствуют примерно 10000 посетителей.

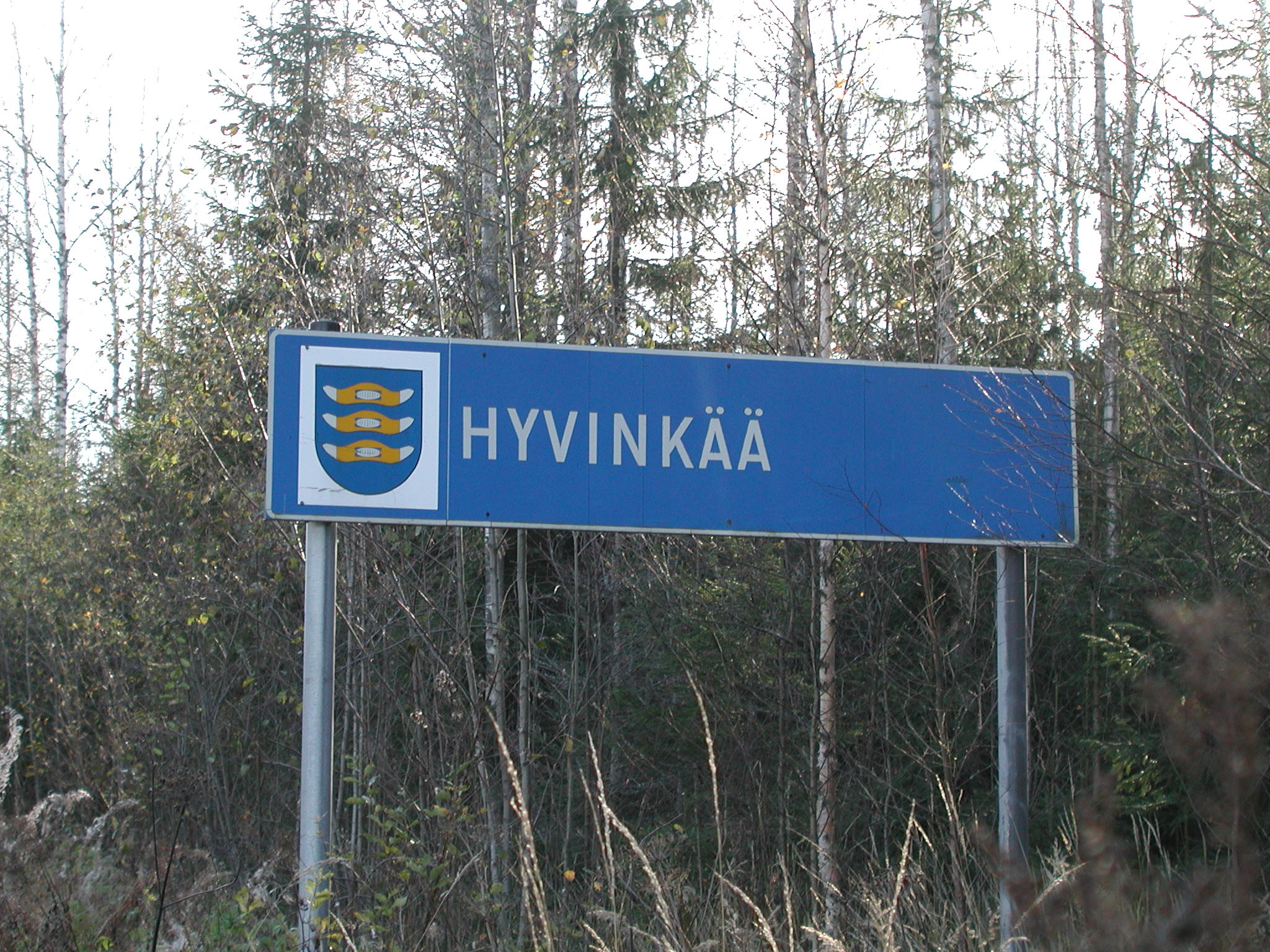
Въезд в Хювинкяа

## Города-побратимы
- Айгерсунд, Норвегия
- Кечкемет, Венгрия
- Корсер, Дания
- Кострома, Россия
- Мутала, Швеция
- Район Херсфельд-Ротенбург, Германия